# Vaigu
Koordinaten: 58° 28′ N, 22° 2′ O
Vaigu ist ein Dorf (estnisch küla) auf der größten estnischen Insel Saaremaa. Es gehört zur Landgemeinde Saaremaa (bis 2017: Landgemeinde Kihelkonna) im Kreis Saare.
Das Dorf hat einen Einwohner (Stand 31. Dezember 2011). Es liegt an der Ostküste der Halbinsel Tagamõisa. Der Steilhang südöstlich des Dorfkerns bietet einen weiten Blick über die Bucht Tagalaht.